# Сурепка прицветниковая
Суре́пка прицветнико́вая (лат. Barbaréa bracteósa) — травянистое растение; вид рода Сурепка семейства Капустные.
Произрастает в основном в Южной Европе, кроме Испании и Португалии (естественным барьером для распространения сурепки прицветниковой в этих странах являются Пиренеи.)

## Распространение и экология
Произрастает в основном в Южной Европе, кроме Испании и Португалии (естественным барьером для распространения сурепки прицветниковой в этих странах являются Пиренеи).

## Ботаническое описание

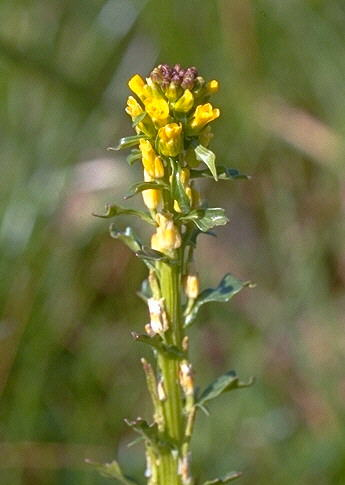
Соцветие сурепки прицветниковой

Цветёт в апреле—июне.